# Ferrovia Londra-Cambridge
La ferrovia Londra-Cambridge (in inglese West Anglia Main line) è una linea ferroviaria britannica che collega la Città di Londra a Cambridge, nel Cambridgeshire.

## Storia
Il primo tratto della ferrovia fu costruito dalla società Northern and Eastern Railway da Stratford a Broxbourne e fu inaugurato nel 1840. Fu prolungata a tappe verso nord, raggiungendo Spellbrook, a 5 km da Bishop's Stortford, nel 1842. Nel 1843 la linea raggiunse Bishop's Stortford e l'anno successivo la Northern and Eastern Railway fu affittata dalla Eastern Counties Railway. Fu questa compagnia ferroviaria ad aprire il tratto da Bishop's Stortford a Cambridge come parte della sua estensione fino a Ely e Brandon nel 1845.
Negli anni sessanta del XIX secolo le ferrovie dell'Anglia orientale erano in difficoltà finanziarie e la maggior parte di esse fu affittata alla Eastern Counties Railway. Sebbene desiderassero unirsi formalmente, non riuscirono a ottenere il consenso del governo fino al 1862, quando la Great Eastern Railway (GER) fu costituita per fusione.
Con l'apertura della ferrovia Doncaster-Huntingdon nel 1882, la Great Eastern Railway aprì un collegamento diretto con le aree produttrici di carbone del Nottinghamshire e del South Yorkshire, unendosi alla linea a nord di Cambridge a Chesterton Junction, generalmente indirizzata verso le grandi stazioni di smistamento di Temple Mills.
In seguito al raggruppamento del 1923, la linea divenne parte della London & North Eastern Railway.
Nel 1948, in seguito alla nazionalizzazione, la linea passò alla divisione regionale Eastern Region delle British Railways.
Nel 1952 la diramazione da Elsenham a Thaxted (nota come ferrovia del Gin e Toffee) chiuse al traffico passeggeri, mentre il servizio merci fu soppresso un anno dopo. La diramazione per Saffron Walden chiuse al traffico passeggeri il 7 settembre 1964 e al traffico merci tre mesi dopo.
L'elettrificazione avvenne per la prima volta all'inizio degli anni sessanta del XX secolo, sotto la British Railways, in alcune sezioni. L'elettrificazione fino a Chingford comprendeva la sezione tra Stratford, il bivio Hall Farm e Lea Bridge (anche se non fu mai completata), e fu elettrificata la linea da Liverpool Street a Broxbourne (via Seven Sisters e Southbury - oggi parte delle ferrovie della Valle del Lea). La tratta via Tottenham Hale era ancora gestita con mezzi a trazione diesel, gli autotreni della Classe 125 Lea Valley di British Rail.
La linea dal bivio di Clapton a Cheshunt (via Tottenham Hale) e da Broxbourne a Bishop's Stortford fu elettrificata il 9 marzo 1969 e da lì a Cambridge nel 1987. La tratta da Stratford al bivio Coppermill è stata elettrificata nel 1989. L'alimentazione è costituita da una linea aerea da 25 kV AC.
Nel 1991 è stata aperta una diramazione a binario unico per l'aeroporto di Stansted e sono iniziati i servizi per Londra Liverpool Street.
Nel settembre 2019 è stato completato il Progetto Lea Valley Rail tra Lea Bridge e la nuova stazione di Meridian Water. Questo progetto ha eliminato il passaggio a livello di Northumberland Park e ha aggiunto un nuovo terzo binario sia per questa stazione che a Tottenham Hale.
Inoltre, a causa dei nuovi treni Classe 720 e Classe 745, in molte stazioni si sono resi necessari prolungamenti delle banchine per consentire la sosta di treni da dieci/dodici vetture rispettivamente. Tuttavia, i mezzi della Classe 720 hanno un'apertura selettiva delle porte che consente di non estendere alcuni binari.

## Caratteristiche
Inizialmente la ferrovia Londra-Cambridge aveva uno scartamento di 1524 mm, ma tra il 5 settembre e il 7 ottobre 1844 fu convertita a uno scartamento standard di 1435 mm.
Attualmente la linea è a doppio binario per la maggior parte della sua lunghezza, con due eccezioni presso la galleria dell'aeroporto di Stansted e presso la stazione di Ware, lungo la diramazione di Hertford Est. C'è anche un breve tratto di binario quadruplo tra Bethnal Green e Hackney Downs, ossia nel tratto in cui la ferrovia Londra-Cambridge si affianca alla ferrovia Londra-Norwich. Nei pressi del capolinea di Londra Liverpool Street i binari sono sei.
La linea è elettrificata a 25 kV a corrente alternata e ha una sagoma limite di W8, tranne che per la diramazione per Stansted Aeroporto, che è W6.
L'apparecchiatura di monitoraggio dei treni sul lato della linea comprende rilevatori di boccole calde (HABD) sulla linea principale a sud di Newport (a 63,73 km da Liverpool Street) e sulla linea principale a nord del bivio per la diramazione di Shepreth (a 62,97 km). Non ci sono rilevatori di carico d'impatto delle ruote (WILD) "Wheelchex" sulla linea.

### Percorso
| Unknown route-map component "tCONTgq" | Unknown route-map component "tXBHF-Rq" | Unknown route-map component "tCONTfq" |

| Unknown route-map component "utCONTgq" | Unknown route-map component "XPLT" + Unknown route-map component "utBHFq" | Unknown route-map component "utCONTfq" |

|  | Unknown route-map component "KXBHFa-G" |

|  | Unknown route-map component "tCSTRa" |

|  | + Unknown route-map component "CSTRe" + Unknown route-map component "STRc2" | + Unknown route-map component "CONT3" |

| Unknown route-map component "STRc2" | Unknown route-map component "KRZ3+1u" | Unknown route-map component "STRc4" |

| + Unknown route-map component "CONT1" | + Unknown route-map component "hSTRa@f" + Unknown route-map component "STRc4" |  |

|  | Unknown route-map component "hpHST" |

| Unknown route-map component "hCONTg@Gq" | Unknown route-map component "hABZgr" |  |

| Unknown route-map component "utCONTgq" | Unknown route-map component "mhKRZt" | Unknown route-map component "utCONTfq" |

|  | Unknown route-map component "hpHST" |

|  | Unknown route-map component "hpHST" |

|  | Unknown route-map component "hHST" |

|  | Unknown route-map component "hABZgl" | Unknown route-map component "hCONTf@Fq" |

|  | Unknown route-map component "htSTRa" |

|  | Unknown route-map component "tCSTRa@f" |

|  | Unknown route-map component "CHST" |

|  | Unknown route-map component "CSTRe" |

| Transverse water | Unknown route-map component "hKRZWae" | Transverse water |

| + Unknown route-map component "exSTR+4" + Unknown route-map component "CONT4+2" | + Unknown route-map component "STRc2" + Unknown route-map component "STRc3" | + Unknown route-map component "ABZg3" |  |  |

| + Unknown route-map component "exSTR" + Unknown route-map component "STRc1" + Unknown route-map component "STRc2" | + Unknown route-map component "KRXu" | + Straight track + Unknown route-map component "STRc3" + Unknown route-map component "STRc4" |  |  |

| + Unknown route-map component "exSTR3" + Unknown route-map component "exSTR3+l" + Unknown route-map component "CONT3+1" | + Unknown route-map component "STRc4" + Unknown route-map component "exSTRq" + Unknown route-map component "STRc1" | + Unknown route-map component "exSTR+r" + Unknown route-map component "ABZg+4" |  |  |

| Transverse water | Unknown route-map component "hKRZWae" | Transverse water |

| Unknown route-map component "CONTgq" | Unknown route-map component "KRZul" | Unknown route-map component "CONTf@Fq" |

|  | + Unknown route-map component "XPLTaq" + Stop on track | + Unknown route-map component "XPLT+r" |

|  | + Unknown route-map component "utCONTgq" | + Unknown route-map component "mKRZt" | + Unknown route-map component "XPLTe" + Unknown route-map component "utHSTq" | + Unknown route-map component "utCONTfq" |

| Stop on track |

| Stop on track |

| Unknown route-map component "eHST" |

|  | Unknown route-map component "eABZgl" | Unknown route-map component "exCONTfq" |

| Stop on track |

| Stop on track |

| Stop on track |

| Stop on track |

|  | Unknown route-map component "ABZg+l" | Unknown route-map component "CONTfq" |

| Unknown route-map component "SKRZ-Bu" |

| Stop on track |

| Stop on track |

|  | Unknown route-map component "ABZgl" | Unknown route-map component "CONTfq" |

| Unknown route-map component "ABZq+r_cerulean" | Unknown route-map component "mKRZo_%2Bcerulean" | Unknown route-map component "STRq_cerulean" |

| Unknown route-map component "STR_cerulean" | Stop on track |  |

| Unknown route-map component "STRl_cerulean" | Unknown route-map component "mKRZo_%2Bcerulean" | Unknown route-map component "STR+r_cerulean" |

|  | Stop on track | Unknown route-map component "STR_cerulean" |

| Unknown route-map component "KDSTaq" | Unknown route-map component "ABZgr" | Unknown route-map component "STR_cerulean" |

|  | Stop on track | Unknown route-map component "STR_cerulean" |

|  | Stop on track | Unknown route-map component "STR_cerulean" |

| Unknown route-map component "STR+l_cerulean" | Unknown route-map component "mKRZo_%2Bcerulean" | Unknown route-map component "STRr_cerulean" |

| Unknown route-map component "STRl_cerulean" | Unknown route-map component "mKRZo_%2Bcerulean" | Unknown route-map component "STR+r_cerulean" |

|  | Station on track | Unknown route-map component "STR_cerulean" |

| Unknown route-map component "STR+l_cerulean" | Unknown route-map component "mKRZo_%2Bcerulean" | Unknown route-map component "STRr_cerulean" |

| Unknown route-map component "STRl_cerulean" | Unknown route-map component "mKRZo_%2Bcerulean" | Unknown route-map component "STR2+r_cerulean" |

| Unknown route-map component "exCONTgq" | Unknown route-map component "eABZgr+r" |  |

| Stop on track |

| Unknown route-map component "CONTf+l" | Junction both to and from right |  |

| Unknown route-map component "SKRZ-Bu" |

| Stop on track |

| Unknown route-map component "exCONTgq" | Unknown route-map component "eABZgr+r" |  |

| Stop on track |

| Unknown route-map component "hSTRae" |

|  | Unknown route-map component "hSTRae" |

| Station on track |

| Unknown route-map component "exCONTg@Gq" | Unknown route-map component "eABZgr" |  |

| Enter and exit tunnel |

| Enter and exit tunnel |

| Stop on track |

| Unknown route-map component "WASSERl" | Small bridge over water | Unknown route-map component "WASSER+r" |

| Unknown route-map component "exCONTg@Gq" | Unknown route-map component "eABZgr" | Water |

|  | Unknown route-map component "SKRZ-Bhl" | Unknown route-map component "hRBoWeq" |

| Unknown route-map component "WASSER+l" | Small bridge over water | Water straight and to right |

| Unknown route-map component "WASSERl" | Small bridge over water | Unknown route-map component "WASSER+r" |

| Unknown route-map component "WASSER+l" | Small bridge over water | Water straight and to right |

| Unknown route-map component "RP2oWq" | Unknown route-map component "SKRZ-G2u" |  |

| Water | Stop on track |  |

| Unknown route-map component "WASSERl" | Small bridge over water | Unknown route-map component "WASSER2+r" |

| Unknown route-map component "exCONTg@Gq" | Unknown route-map component "eABZg+r" |  |

| Stop on track |

|  | Unknown route-map component "ABZg+l" | Unknown route-map component "CONTfq" |

| Unknown route-map component "eHST" |

|  | Unknown route-map component "eABZg+l" | Unknown route-map component "exCONTfq" |

| Station on track |

| Unknown route-map component "CONTg@Gq" | Unknown route-map component "ABZgr" |  |

|  | Continuation forward |

|  | Unknown route-map component "+d" + Continuation backward |

|  | Unknown route-map component "d" + Unknown route-map component "uLSTR+4" | Unknown route-map component "d" + Straight track | Unknown route-map component "d" + Unknown route-map component "CONTl+f" |  |  |

|  | Unknown route-map component "uv-BHF-L" | Unknown route-map component "vBHF-KBHFe-R" |  |  |

|  | Unknown route-map component "d" + Unknown route-map component "uLSTRl" | Unknown route-map component "d" + Straight track | Unknown route-map component "d" + Unknown route-map component "uLSTRq" |  |  |

| + Unknown route-map component "CONTgq" | Unknown route-map component "+d" + Unknown route-map component "ABZgr" |  |

| Unknown route-map component "d" | + Unknown route-map component "CONTgq" | + Unknown route-map component "KRZo" | + Unknown route-map component "CONTf@Fq" |  |

|  | Unknown route-map component "+d" + Stop on track |

| Unknown route-map component "d" | + Unknown route-map component "CONTgq" | + Unknown route-map component "exKRWgr+r" + Unknown route-map component "KRZu+l" | + Unknown route-map component "CONTf@Fq" |  |

|  | Unknown route-map component "+d" + Continuation forward |

| Continuation backward |

| Stop on track |

| Unknown route-map component "ABZg2" | Unknown route-map component "STRc3" |  |

| + Continuation forward + Unknown route-map component "STRc1" | + Unknown route-map component "STR+4" |  |

| Stop on track |

| Stop on track |

| Unknown route-map component "exCONTg@Gq" | Unknown route-map component "eABZgr" |  |

| Stop on track |

| Unknown route-map component "STRq_cerulean" | Unknown route-map component "mKRZo_%2Bcerulean" | Unknown route-map component "STRq_cerulean" |

| Unknown route-map component "SKRZ-G4u" |

| Unknown route-map component "eHST" |

|  | Unknown route-map component "xABZg2" | Unknown route-map component "STRc3" |

|  | + Unknown route-map component "exSTR" + Unknown route-map component "STRc1" | + Unknown route-map component "KBHF4" |

|  | Unknown route-map component "exHST" |

|  | Unknown route-map component "exABZg2" | Unknown route-map component "CONT1+f" + Unknown route-map component "exSTRc3" |

|  |  | Unknown route-map component "exSTR" + Unknown route-map component "exSTRc1" | Unknown route-map component "eKRZl+4o" | Unknown route-map component "exCONTfq" |

|  | Unknown route-map component "exSTRl" | Unknown route-map component "eABZLg+r" |

|  |  | Unknown route-map component "eHST" |

|  |  | Continuation forward |

|  |  | Continuation backward |

|  | Unknown route-map component "STR+l" | Junction both to and from right |

|  | Straight track | Continuation forward |

| Unknown route-map component "SKRZ-Bu" |

| Enter and exit tunnel |

| Airport | End station |  |

## Traffico
Greater Anglia gestisce la maggior parte dei servizi passeggeri sulla linea, compresi tutti i servizi tra Liverpool Street a Cambridge, Hertford Est e Stansted Aeroporto. Oltre a questi, i servizi espressi da Liverpool Street a Stansted Aeroporto sono gestiti da Stansted Express, servizio della stessa compagnia Greater Anglia.
I servizi da Stansted Aeroporto a Cambridge (e poi a Birmingham New Street, passanti per Peterborough) sono gestiti da CrossCountry.
La linea fa parte della Tratta Strategica 5 identificata da Network Rail, che comprende la SRS 05.01 e parte della 05.05.